# Faissal Boulakjar
Faissal Boulakjar (Tifarouine, 28 april 1979) is een Nederlands politicus namens D66. Van 31 maart 2021 tot 6 december 2023 was hij lid van de Tweede Kamer. Hij had als Kamerlid de portefeuille wonen, ruimtelijke ordening en mijnbouw. Daarvoor zat hij in de Bredase gemeenteraad. 

## Jeugd en carrière
Boulakjar werd geboren in het Marokkaanse plaatsje Tifarouine in de provincie Al Hoceima en heeft drie oudere broers en drie oudere zussen. In 1983 emigreerde zijn gezin naar Nederland, waar zijn vader al sinds 1966 werkzaam was in een fabriek van Nibb-it. Boulakjar groeide op in de wijk Heusdenhout in Breda en volgde tussen 1993 en 1998 mavo aan het Olof/Florijn College. Vervolgens deed hij tot 2004 een opleiding facilitaire dienstverlening bij het Spectrum College. Later behaalde Boulakjar zijn hbo-diploma.
Hij was in de jaren tussen 2004 en 2006 bewaker bij het Bredase verzorgingshuis Raffy en werkte vervolgens als jeugdwelzijnswerker voor Surplus Welzijn. Naast zijn baan mede-organiseerde hij ook gratis zaalvoetbaltrainingen voor kinderen uit arme gezinnen. In 2011 werd Boulakjar re-integratieconsulent, maar hij verliet die positie in het daaropvolgende jaar om tot 2018 als consulent personenschade te werken. Daarna was Boulakjar een zelfstandig trainer en adviseur en gaf hij advies aan het programma Samen Ouder Worden, dat vrijwilligerswerk voor ouderen promoot.

## Politiek
In 2009 werd hij lid van D66 als gevolg van het opkomend populisme en in 2014 werd Boulakjar met voorkeursstemmen in de gemeenteraad van Breda gekozen. Zijn portefeuille was jeugd, onderwijs, sport en duurzaamheid en een jaar later werd hij daarnaast vice-fractievoorzitter. Bij de gemeenteraadsverkiezingen van 2018 werd Boulakjar herkozen als de derde kandidaat van D66. Hij bleef vice-fractievoorzitter en werd woordvoerder bouwen, wonen, klimaat, veiligheid en regio. In 2019 schreef hij samen met twee PvdA'ers een beleidsnotitie, waarin op werd geroepen tot oplossingen voor de problemen in het kwetsbare stadsdeel Hoge Vucht. Ook was Boulakjar leider van de campagne van D66 in de regio Breda tijdens drie verkiezingen in 2018 en 2019.
Voor de Tweede Kamerverkiezingen 2021 kwam hij op plek 16 van de kandidatenlijst van D66. Bij de verkiezingen behaalde D66 24 zetels en ontving Boulakjar 2.875 voorkeurstemmen, waardoor hij op 31 maart 2021 In de Tweede Kamer kwam. De volgende dag verliet hij de Bredase gemeenteraad. Hij kreeg in de nieuwe fractie van D66 de portefeuilles wonen, ruimtelijke ordening, spoor en openbaar vervoer. Die laatste twee werden later vervangen door mijnbouw en versterkingsoperatie Groningen. In de Tweede Kamer is Boulakjar lid van de commissie voor Binnenlandse Zaken, voor Economische Zaken en Klimaat, voor Infrastructuur en Waterstaat en voor Landbouw, Natuur en Voedselkwaliteit en hij maakt deel uit van de Delegatie naar de Raadgevende Interparlementaire Beneluxraad. In 2023 nam de Tweede Kamer een motie van Boulakjar en Fahid Minhas (VVD) aan waarin het kabinet werd opgeroepen een verbod te onderzoeken op het splitsen van landbouwgrond in kleinere kavels. Het Financieele Dagblad had bericht dat dergelijke grond werd opgekocht om in kavels te worden verdeeld en vervolgens met aanzienlijke winst als bouwgrond werd doorverkocht. Volgens de krant werden daar uiteindelijk zelden woningen gebouwd. In augustus 2023 oordeelde een recht dat zulke investeringen horen te vallen onder the toezicht van de Autoriteit Financiële Markten.
Op 5 december 2023 nam hij afscheid van de Tweede Kamer.

## Privéleven
Boulakjar heeft een vrouw, twee zonen en een dochter.